# Adesione della Bosnia ed Erzegovina all'Unione europea
L'adesione della Bosnia ed Erzegovina all'Unione europea è il processo, iniziato con la presentazione della domanda di adesione, che dovrebbe portare la Bosnia ed Erzegovina a diventare uno stato membro dell'Unione europea ed è uno dei principali obiettivi del governo bosniaco ed erzegovese.
La Bosnia ed Erzegovina ha presentato la sua richiesta di adesione all'Unione europea il 15 febbraio 2016, dopo essere stata ufficialmente riconosciuta dalla Commissione europea come stato "potenziale candidato". La Bosnia ed Erzegovina intraprese i negoziati per stipulare un accordo di stabilizzazione e associazione (ASA) nel 2005. Tale accordo è stato firmato il 16 giugno 2008, completando così il primo passo della Bosnia ed Erzegovina verso l'adesione all'Unione europea.
Il Consiglio europeo ha ufficialmente concesso alla Bosnia ed Erzegovina lo status di paese candidato all'adesione il 15 dicembre 2022.
Il 21 marzo 2024 il Consiglio europeo ha approvato l'avvio dei negoziati di adesione della Bosnia ed Erzegovina all'Unione europea.

## Processo d'adesione
Nel dicembre 2007 la Bosnia ed Erzegovina ha sottoscritto con l'Unione europea l'accordo di Stabilizzazione e Associazione (ha cioè firmato per presa visione del contenuto del documento), fase preliminare rispetto alla presentazione della candidatura.
Nell'aprile 2008 il Parlamento bosniaco ha adottato la riforma della polizia, condizione che da tempo l'Unione europea ha posto alla Bosnia ed Erzegovina per firmare l'accordo di pre-adesione. L'accordo di Stabilizzazione e Associazione è stato firmato il 16 giugno 2008.
Il 7 aprile 2010 viene annunciato dal ministro degli esteri spagnolo Miguel Ángel Moratinos, il cui paese aveva la presidenza di turno dell'UE, che in occasione della conferenza UE-Balcani che si sarebbe tenuta a Sarajevo ai primi di giugno del 2010, l'Unione europea avrebbe abolito i visti per i cittadini bosniaci.
Nel giugno del 2012, l'incaricato europeo per l'integrazione della Bosnia, Peter Sørensen, asserì che la Bosnia ed Erzegovina potrebbe arrivare ad ottenere lo status di candidato all'inizio del 2014.
Visti i ritardi del governo di perseguire le riforme, tra cui l'attuazione delle modifiche costituzionali ed elettorali necessarie a seguito della sentenza Sejdić e Finci v. Bosnia ed Erzegovina della Corte europea dei diritti dell'uomo, questo obiettivo è stato poi spostato ad ottobre 2014.
A seguito della presentazione della domanda d'adesione da parte del governo della Bosnia ed Erzegovina il 15 febbraio 2016, il Consiglio dell'Unione europea ha dato avvio al processo di valutazione, precedente a quello di candidatura, il 20 settembre 2016. La Commissione europea, al fine di presentare il proprio parere circa la domanda di adesione del paese balcanico, ha sottoposto un questionario al governo bosniaco-erzegovese.
Dopo un lungo periodo di discussioni interne, legato anche alle elezioni generali del 2018, il 4 marzo 2019 il presidente di turno della Presidenza della Bosnia ed Erzegovina Milorad Dodik ha presentato le risposte al questionario al commissario Johannes Hahn e all'Alto rappresentante Federica Mogherini. A seguito dell'analisi del questionario la Commissione europea dovrà elaborare un parere da presentare al Consiglio perché possa prendere una decisione sullo status di candidato.
Il 12 ottobre 2022 il commissario europeo per l'allargamento Olivér Várhelyi ha annunciato che la commissione proporrà al Consiglio europeo di concedere lo status di candidato alla Bosnia ed Erzegovina. Il 13 dicembre 2022 il Consiglio dell'Unione europea ha approvato la concessione dello status di candidato alla Bosnia ed Erzegovina; tale concessione è stata infine ufficialmente decisa dal Consiglio europeo il 15 dicembre seguente.
A seguito delle raccomandazioni della Commissione europea dell'8 novembre 2023, il 14 dicembre 2023 il Consiglio europeo ha dichiarato che avvierà i negoziati d'adesione con la Bosnia ed Erzegovina una volta raggiunto il necessario livello di conformità con i criteri di adesione monitorato dalla Commissione; il 12 marzo 2024 essa ha raccomandato l'apertura dei negoziati a seguito delle riforme adottate nell'anno precedente che hanno consentito alla Bosnia ed Erzegovina di raggiungere un livello di conformità giudicato sufficiente. Il 21 marzo 2024 questa raccomandazione viene accolta dal Consiglio europeo che dà il via libera definitivo all'avvio dei negoziati di adesione.

## Vantaggi economici
Oltre a innumerevoli vantaggi relativi alle tutele europee e i diritti umani, la comunità bosniaca trarrebbe un grosso beneficio economico nell'ingresso dell'Unione grazie alla possibilità di esportare i prodotti alimentari locali negli altri stati membri. L'adesione di paesi vicini, come la Croazia nel luglio 2013, ha sottratto al paese una significativa quota di mercato nell'export di prodotti alimentari, specialmente latte e prodotti caseari.
La Bosnia ed Erzegovina ha già ricevuto 655 milioni di euro dallo Strumento di assistenza preadesione nel periodo 2007-2013.

## Cronologia
| Data       | Evento |
| ---------- | --- |
| 25/11/2005 | Inizio negoziati ASA. |
| 15/10/2007 | Firma dell'accordo ASA. |
| 31/7/2008  | La Bosnia ed Erzegovina e l'UE firmano l'accordo di finanziamento dei fondi di preadesione (IPA).                                                  |
| 11/9/2008  | La prima nazione europea ratifica il trattato di stabilizzazione (Estonia).                                                                        |
| 15/12/2010 | I cittadini della Bosnia ed Erzegovina provvisti di passaporto biometrico possono accedere allo spazio Schengen senza visto addizionale.           |
| 10/2/2011  | L'ultima nazione europea ratifica il trattato di stabilizzazione (Francia).                                                                        |
| 27/6/2012  | L'Unione europea organizza il primo incontro con la Bosnia ed Erzegovina per la preparazione della richiesta ufficiale di adesione.                |
| 15/2/2016  | La Bosnia ed Erzegovina presenta la sua formale domanda di adesione all'Unione europea.                                                            |
| 12/10/2022 | La Commissione europea raccomanda al Consiglio europeo di concedere lo status di "candidato all'adesione" alla Bosnia ed Erzegovina.               |
| 15/12/2022 | Il Consiglio europeo concede lo status di "candidato all'adesione" alla Bosnia ed Erzegovina.                                                      |
| 8/11/2023  | La Commissione europea raccomanda l'avvio di negoziati di adesione una volta raggiunto il necessario livello di conformità ai criteri di adesione. |
| 12/3/2024  | La Commissione europea raccomanda l'avvio di negoziati di adesione.                                                                                |
| 21/3/2024  | Il Consiglio europeo approva l'avvio dei negoziati di adesione.                                                                                    |

## Progresso dei negoziati
| Capitoli dell'acquis                                             | Situazione attuale (2023)       | Inizio Screening | Completamento Screening | Apertura Capitolo | Chiusura Capitolo |
| ---------------------------------------------------------------- | ------------------------------- | ---------------- | ----------------------- | ----------------- | ----------------- |
| 1. Libertà di circolazione delle merci                           | Fase iniziale                   |                  |                         |                   |                   |
| 2. Libertà di circolazione dei lavoratori                        | Qualche livello di preparazione |                  |                         |                   |                   |
| 3. Diritto di stabilimento/libertà di provvedere ai servizi      | Fase iniziale                   |                  |                         |                   |                   |
| 4. Libera circolazione dei capitali                              | Moderatamente preparato         |                  |                         |                   |                   |
| 5. Appalti pubblici                                              | Qualche livello di preparazione |                  |                         |                   |                   |
| 6. Diritto societario                                            | Qualche livello di preparazione |                  |                         |                   |                   |
| 7. Diritto alla proprietà intellettuale                          | Moderatamente preparato         |                  |                         |                   |                   |
| 8. Competitività                                                 | Qualche livello di preparazione |                  |                         |                   |                   |
| 9. Servizi finanziari                                            | Moderatamente preparato         |                  |                         |                   |                   |
| 10. Società dell'informazione/Media                              | Fase iniziale                   |                  |                         |                   |                   |
| 11. Agricoltura/Sviluppo rurale                                  | Fase iniziale                   |                  |                         |                   |                   |
| 12. Sicurezza alimentare/Politica veterinaria e fitosanitaria    | Qualche livello di preparazione |                  |                         |                   |                   |
| 13. Pesca                                                        | Fase iniziale                   |                  |                         |                   |                   |
| 14. Politica dei trasporti                                       | Qualche livello di preparazione |                  |                         |                   |                   |
| 15. Energia                                                      | Fase iniziale                   |                  |                         |                   |                   |
| 16. Tassazione                                                   | Qualche livello di preparazione |                  |                         |                   |                   |
| 17. Economia/Politica monetaria                                  | Fase iniziale                   |                  |                         |                   |                   |
| 18. Statistiche                                                  | Fase iniziale                   |                  |                         |                   |                   |
| 19. Politica sociale/Occupazione                                 | Qualche livello di preparazione |                  |                         |                   |                   |
| 20. Impresa/Politica industriale                                 | Fase iniziale                   |                  |                         |                   |                   |
| 21. Reti transeuropee                                            | Qualche livello di preparazione |                  |                         |                   |                   |
| 22. Politica regionale/Coordinamento degli strumenti strutturali | Fase iniziale                   |                  |                         |                   |                   |
| 23. Magistratura/Diritti fondamentali                            | Qualche livello di preparazione |                  |                         |                   |                   |
| 24. Giustizia/Libertà/Sicurezza                                  | Qualche livello di preparazione |                  |                         |                   |                   |
| 25. Scienza/Ricerca                                              | Qualche livello di preparazione |                  |                         |                   |                   |
| 26. Educazione/Cultura                                           | Fase iniziale                   |                  |                         |                   |                   |
| 27. Ambiente                                                     | Qualche livello di preparazione |                  |                         |                   |                   |
| 28. Consumatori/Tutela della salute                              | Fase iniziale                   |                  |                         |                   |                   |
| 29. Unione doganale                                              | Qualche livello di preparazione |                  |                         |                   |                   |
| 30. Relazioni esterne                                            | Qualche livello di preparazione |                  |                         |                   |                   |
| 31. Politica estera/Sicurezza/Difesa                             | Qualche livello di preparazione |                  |                         |                   |                   |
| 32. Controlli finanziari                                         | Qualche livello di preparazione |                  |                         |                   |                   |
| 33. Disposizioni finanziarie e di bilancio                       | Fase iniziale                   |                  |                         |                   |                   |
| 34. Istituzioni                                                  | Nessuna misura da adottare      |                  |                         |                   |                   |
| 35. Altri problemi                                               | Nessuna misura da adottare      |                  |                         |                   |                   |
| Progresso                                                        |                                 | 0 su 33          | 0 su 33                 | 0 su 33           | 0 su 33           |

## Curiosità
I confini della Bosnia ed Erzegovina sono lunghi in totale 1.479 km, di questi 932 in comune con la Croazia (e quindi con l'Unione europea) e 547 con altri stati extra-comunitari.
Se la Bosnia fosse il 28º paese dell'unione, la superficie dell'Unione Europea aumenterebbe di 51.197 km2 ma i confini si ridurrebbero di 385 km.